# Benedetto Strampelli
Benedetto Strampelli (Roma, 1904 – Roma, 7 luglio 1987) è stato un oculista italiano.

## Biografia
Figlio del genetista ed agronomo Nazareno, fu oftalmologo e chirurgo. In gioventù accompagnò il padre in Sudamerica per aiutarlo durante le sue ricerche di genetica applicata al grano. 
Primario emerito dell'Ospedale S. Giovanni, ideò numerosi interventi oftalmici e fu pioniere in Italia del trapianto di cornea. Nel 1953 ebbe l'intuizione di applicare lenti intraoculari.
Nel 1963 fu inventore della tecnica detta osteo-odontocheratoprotesi (OOKP), ossia il trattamento della cecità corneale attraverso l'inserimento di una "slice" di dente canino del paziente, che mima perfettamente l'iride,  e il foro midollare del canino mimava la pupilla. La fetta/slice di canino è introdotta sotto cute per un periodo di tempo, passato il quale è impiantata al posto dell'iride danneggiata ottenendo un impianto di tessuto omologo del ricevente. Successivamente si eseguiva un trapianto di cornea ottenendo un occhio del tutto nuovo.